# سوهافو
سوهافو (به مجاری:  Szuhafő) یک منطقهٔ مسکونی در مجارستان است که در بورشود-آبااوی-زمپلن واقع شده‌است.